# Andrés Iniesta
Andrés Iniesta Luján (phát âm tiếng Tây Ban Nha: [anˈdɾes iˈnjesta luˈxan]; sinh ngày 11 tháng 5 năm 1984) là một cựu cầu thủ bóng đá chuyên nghiệp người Tây Ban Nha từng thi đấu ở vị trí tiền vệ. Được đánh giá là một trong những tiền vệ xuất sắc nhất thế giới trong thế hệ của mình và là một trong những cầu thủ vĩ đại nhất mọi thời đại trong lịch sử bóng đá, anh đã dành phần lớn sự nghiệp của mình tại Barcelona, nơi anh từng là đội trưởng trong ba mùa giải và đóng vai trò quan trọng trong sự thành công của câu lạc bộ cùng với Xavi và Sergio Busquets trên hàng tiền vệ.
Iniesta bắt đầu sự nghiệp thi đấu chuyên nghiệp của mình thông qua La Masia, lò đào tạo trẻ của Barcelona, sau một cuộc di cư sớm từ nơi sinh của anh, và đã gây ấn tượng ngay từ khi còn nhỏ. Anh ra mắt đội một ở tuổi 18 vào năm 2002. Anh bắt đầu chơi thường xuyên trong mùa giải 2004–05 và ở lại đội cho đến năm 2018. Iniesta là một phần không thể thiếu của đội bóng Barcelona. đã giành được hai cú ăn ba lịch sử vào năm 2009 và 2015, và 35 danh hiệu của anh ấy, bao gồm chín danh hiệu La Liga và bốn danh hiệu UEFA Champions League, khiến anh trở thành người được vinh danh là Cầu thủ bóng đá Tây Ban Nha nhiều danh hiệu nhất mọi thời đại. Sau 22 năm ở Barcelona, Iniesta đã ký hợp đồng với câu lạc bộ Nhật Bản Vissel Kobe vào năm 2018.
Iniesta chơi cho Tây Ban Nha ở các cấp độ U-16, U-19 và U-21 trước khi ra mắt đội tuyển quốc gia vào năm 2006. Anh giúp Tây Ban Nha vô địch UEFA Euro 2008, chơi mọi trận đấu và được chọn vào Đội hình của Giải đấu. Iniesta cũng là thành viên chủ chốt của đội tuyển Tây Ban Nha vô địch FIFA World Cup 2010; anh đã ghi bàn thắng quyết định trong trận chung kết với Hà Lan, trận đấu mà anh được vinh danh là Cầu thủ xuất sắc nhất trận, và được chọn vào danh sách Đội hình tiêu biểu của giải đấu. Tại UEFA Euro 2012, Iniesta đã dẫn dắt Tây Ban Nha giành chức vô địch châu lục thứ hai liên tiếp, một lần nữa được chọn là Cầu thủ xuất sắc nhất trận của trận chung kết đấu với Ý, và được vinh danh là Cầu thủ xuất sắc nhất giải.
Iniesta đã được xướng tên trong FIFA FIFPro World XI chín lần và được chọn vào Đội hình UEFA của năm sáu lần. Anh có tên trong All-time UEFA Euro XI. Anh đã giành được Giải thưởng Cầu thủ nam xuất sắc nhất năm của UEFA vào năm 2012 và được vinh danh là Cầu thủ kiến thiết xuất sắc nhất thế giới của IFFHS vào năm 2012 và 2013. Bên cạnh việc trở thành á quân tại Quả bóng vàng FIFA 2010, anh còn cán đích ở hạng ba tại Quả bóng vàng FIFA 2012.

## Sự nghiệp câu lạc bộ

### FC Barcelona

#### Sự nghiệp ban đầu
Iniesta đến từ Fuentealbilla, một ngôi làng nhỏ ở tỉnh Albacete, Castile-La Mancha, nơi anh chủ yếu chơi futsal do không có sân bóng trong làng. Ở tuổi 12, khi đang chơi cho Albacete Balompié trong một giải đấu bảy người dành cho lứa tuổi thiếu niên ở Albacete, anh ấy đã thu hút sự chú ý của các tuyển trạch viên từ các câu lạc bộ trên khắp Tây Ban Nha. Cha mẹ anh biết huấn luyện viên đội trẻ của Barcelona, Enrique Orizaola, và ông đã thuyết phục họ cân nhắc gửi Iniesta đến học viện đào tạo trẻ Barcelona. Iniesta đã đến đó cùng bố mẹ và thăm La Masia, trang trại nơi câu lạc bộ có các cầu thủ trẻ; chuyến đi đã thuyết phục họ ghi danh Iniesta vào đội trẻ Barcelona.
—Iniesta nói về sự giáo dục của La Masia về cầm bóng, chuyền bóng và sử dụng không gian
Iniesta nói rằng anh đã "khóc nhè" vào cái ngày anh đến La Masia và dấu tranh để tách khỏi cha mẹ của mình; he was very shy and kept to himself while there. Anh đeo băng đội trưởng đội U-15 Barcelona giành chiến thắng tại Nike Premier Cup năm 1999, ghi bàn thắng quyết định ở phút cuối cùng của trận chung kết, và được vinh danh là cầu thủ của giải đấu. Ngay sau khi Iniesta đến câu lạc bộ, đội trưởng Pep Guardiola đã có câu nói nổi tiếng với tiền vệ Xavi: "Cậu sẽ cho tôi nghỉ hưu. Cậu nhóc này [Iniesta] sẽ cho tất cả chúng ta phải giải nghệ mất."

#### 2004–08

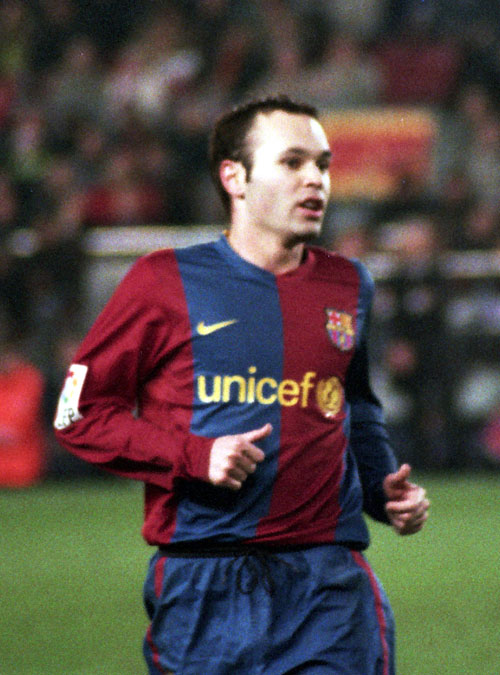
Iniesta với Barcelona năm 2006

Iniesta gia nhập đội một trong nhiệm kỳ của Radomir Antić. Ngày 29 tháng 10 năm 2002, anh ra mắt đội một trong chiến thắng 1–0 trên sân khách trước Club Brugge ở vòng bảng UEFA Champions League. Trong mùa giải 2004–05, anh ra sân 37 trong số 38 trận đấu tại giải đấu — nhiều hơn bất kỳ cầu thủ nào khác — mặc dù 25 trong số này là vào sân thay người. Anh lập cú đúp giúp Barcelona vô địch La Liga. Chấn thương của Xavi khi bắt đầu mùa giải 2005–06 đã cho phép Iniesta đá chính thường xuyên hơn ở trung tâm hàng tiền vệ, và anh tiếp tục cải thiện và phát triển. Anh đã chơi 11 trận đấu tại UEFA Champions League, bao gồm cả lần ra sân trong hiệp một trận chung kết 2006, để thay thế Edmílson. Đóng góp của anh ấy cho đội đã được huấn luyện viên Frank Rijkaard khen ngợi khi Barcelona giành cú đúp chức vô địch quốc gia và Champions League.
Mùa giải 2006–07 chứng kiến hồ sơ của Iniesta tiếp tục nổi lên và anh đã nhận được nhiều lời khen ngợi vì sẵn sàng chơi ở bất kỳ vị trí nào cho đội của mình. Trong giai đoạn trước mùa giải, anh đã giành được Joan Gamper Trophy với tư cách là đội trưởng của đội sau chiến thắng 4–0 trước đội bóng Đức Bayern Munich. Iniesta lần đầu tiên chơi ở vị trí tiền đạo cánh trái cho Barça trong hai trận đấu Champions League gặp Levski Sofia, ghi hai bàn vào lưới. Ở vòng loại trực tiếp đầu tiên của cùng một giải đấu, anh chơi ở vị trí tiền vệ trung tâm trước Liverpool. Mặc dù được huấn luyện viên Rijkaard di chuyển khắp sân, mùa giải 2006–07 vẫn là mùa giải Iniesta ghi nhiều bàn thắng nhất cho đến nay.
Với sự ra đi của Ludovic Giuly trước chiến dịch 2007–08, Iniesta đã có thể chuyển đổi số áo 24 của anh sang số 8 ưa thích của anh ấy. Bất chấp những tin đồn về khả năng chuyển nhượng trước mùa giải, anh ấy đã gia hạn hợp đồng đến năm 2014 vào ngày 25 tháng 1 năm 2008, với điều khoản mua đứt của anh ấy được nâng lên 150 triệu euro. Don Balón, một thành viên của Tạp chí thể thao châu Âu, đã gọi Iniesta là một trong những cầu thủ có phong độ ổn định nhất trong hai mùa giải trước của La Liga; anh đứng thứ năm trong 2006–07 và thứ tư trong 2007–08. Anh cũng đứng thứ chín trong cuộc bầu chọn Cầu thủ xuất sắc nhất năm 2008 của FIFA, giành được tổng cộng 37 điểm.

#### 2008–09
Vào đầu mùa giải 2008–09, vào tháng 9 năm 2008, Iniesta được lựa chọn bầu làm đội trưởng thứ tư, sau lần lượt Carles Puyol, Xavi và Víctor Valdés; cả bốn đều là sản phẩm của lò đào tạo trẻ Barcelona. Màn trình diễn của anh ấy trong suốt mùa giải được đánh giá cao, và anh ấy đã nhận được sự hoan nghênh nhiệt liệt ở cả Barcelona tại Camp Nou, cũng như từ những người ủng hộ đối thủ trong các trận đấu trên sân khách. Một chấn thương ở chân vào giữa tháng 11 năm 2008 khiến Iniesta phải ngồi ngoài cho đến ngày 3 tháng 1; ban đầu dự kiến sẽ trở lại hành động sau sáu tuần, anh ấy không muốn quay lại cho đến khi anh ấy khỏe mạnh 100%. Khi trở lại thi đấu vào ngày 3 tháng 1, khi vào sân thay người ở phút thứ 65 trong trận đấu với Mallorca, anh đã ghi một bàn thắng quan trọng chỉ sau mười phút có mặt trên sân và hoàn tất cuộc lội ngược dòng của Barcelona trước Camp Nou. 3 ngày sau, anh lần đầu tiên đeo băng đội trưởng Barcelona trong một trận đấu chính thức, chiến thắng 3–1 trước Atlético Madrid tại Vicente Calderón ở trận lượt đi vòng 16 đội Copa del Rey.
Iniesta dính một chấn thương khác trong trận đấu trên sân nhà với Málaga, nhưng đã trở lại thi đấu trong trận lượt đi tứ kết Champions League với Bayern Munich vào ngày 8 tháng 4, trận đấu mà Barcelona đã thắng 4–0. Anh ấy đã ghi bàn gỡ hòa quan trọng ở phút bù giờ cuối cùng trong trận lượt về bán kết Champions League với Chelsea, với một cú trivela từ ngoài vòng cấm chân phải của anh ấy cách khung thành 25 mét, đảm bảo tỷ số hòa trên sân khách khi trận đấu kết thúc với tỷ số 1–1 tại Stamford Bridge. Trong bài đánh giá mùa giải, Un Any Al Paradis, Iniesta đã viết, "Tôi đã kết nối cú sút đó với bên ngoài, không phải bên trong hay mũi giày của tôi, mà ngay từ trái tim tôi, bằng tất cả sức lực của mình."
—Iniesta sau chiến thắng tại Chung kết UEFA Champions League 2009
Bàn thắng của Iniesta vào lưới Chelsea đã đưa Barcelona lọt vào trận chung kết tại Rome trước các nhà đương kim vô địch Manchester United. Trước trận chung kết, huấn luyện viên của United Alex Ferguson đã xác định Iniesta là mối đe dọa lớn nhất của Barça: "Anh ấy thật tuyệt vời. Anh ấy khiến cả đội làm việc hiệu quả. Cách anh ấy tìm đường chuyền, khả năng di chuyển và tạo khoảng trống của anh ấy thật đáng kinh ngạc. Anh ấy rất quan trọng đối với Barcelona." Mặc dù bị chấn thương đùi, Iniesta đã chơi và có tầm ảnh hưởng trong trận đấu, kiến tạo cho bàn thắng đầu tiên được ghi bởi Samuel Eto'o khi đội của anh giành chiến thắng 2–0. Trong phân tích của mình, David Pleat đã viết, "Cuối cùng, nghệ thuật ở hàng tiền vệ của Iniesta và Xavi, được trợ giúp bởi [Lionel] Messi, là yếu tố quan trọng." Sau trận đấu, tiền đạo của United Wayne Rooney đã mô tả Iniesta là cầu thủ hay nhất thế giới.
Iniesta đã nhận được nhiều lời khen ngợi cho màn trình diễn của anh ấy trong mùa giải đó; Don Balón đánh giá anh là cầu thủ có phong độ ổn định nhất giải đấu. Cuối năm đó, anh đứng thứ năm cho giải thưởng Cầu thủ xuất sắc nhất năm 2009 của FIFA, với 134 phiếu bầu., và thứ tư cho Ballon d'Or, nhận được 149 điểm. Barcelona đã gia hạn hợp đồng của anh ấy thêm một năm, đến năm 2015 và nâng điều khoản mua đứt của anh ấy lên 200 triệu euro.

#### 2009–2012
Barcelona đã giành chức vô địch giải đấu thứ hai liên tiếp trong mùa giải 2009–10, giành được kỷ lục 99 điểm. Tuy nhiên, về mặt cá nhân, Iniesta đã phải chịu đựng một mùa giải bị gián đoạn phần lớn do chấn thương tái phát. Anh đã bỏ lỡ buổi tập thể lực trước mùa giải do vết rách ở đùi trong trận chung kết Champions League 2009. Mặc dù ra sân trong hầu hết các trận đấu như mùa giải trước, nhưng anh ấy hầu như chỉ vào sân thay người, chỉ đá chính 20 trận trong suốt mùa giải. Mùa giải của anh ấy đã kết thúc sớm vào tháng 4 sau khi anh ấy bị chấn thương bắp chân trước đó trầm trọng hơn trong quá trình tập luyện.

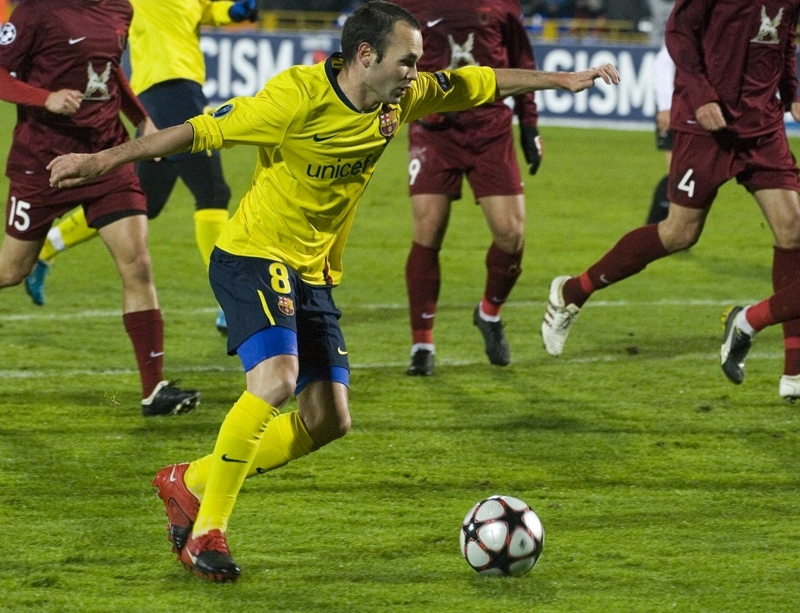
Iniesta đối đầu với Rubin Kazan tại UEFA Champions League, tháng 10 năm 2009

Một yếu tố góp phần khiến mùa giải rạn nứt của Iniesta là những giai đoạn bất ổn tâm lý mà anh ấy phải chịu đựng sau cái chết của người bạn thân Daniel Jarque, một cầu thủ bóng đá, vào tháng 8 năm 2009. Ngay cả khi khỏe mạnh, anh ấy thường không thể hoàn thành buổi tập phiên hoặc nỗ lực bản thân. Sau khi tìm kiếm sự trợ giúp tâm lý, kể cả từ nhà tâm lý học Inma Puig, anh đã trải qua cảm giác sảng khoái khi ghi bàn thắng ấn định chiến thắng cho Tây Ban Nha trong trận chung kết FIFA World Cup 2010, bàn thắng mà anh ấy dành tặng cho Jarque bằng cách tiết lộ thông điệp "Dani Jarque, luôn ở bên chúng tôi " được viết trên áo lót của anh ấy. "Tôi đã làm điều đó bởi vì tôi cảm thấy nó sâu sắc," Iniesta nói vào thời điểm đó. "Điều đó cho thấy rằng điều quan trọng hơn sự cạnh tranh, đội của bạn hay màu cờ sắc áo của bạn là trở thành con người và một người tốt. Tôi rất vui vì đó là thời điểm quan trọng nhất trong sự nghiệp của tôi." Về những chấn thương tái phát trong mùa giải của anh, anh nói, "Thật khó khăn, nhưng tôi sẽ bắt đầu với khát khao hơn bao giờ hết."
Iniesta ghi bàn thắng đầu tiên tại mùa giải 2010–11 trong trận mở màn giải đấu với Racing de Santander, đưa bóng vào lưới từ khoảng cách 30 mét. Trong suốt chiến dịch, anh ấy đã nhận được sự hoan nghênh nhiệt liệt từ những người hâm mộ đối phương, bao gồm cả tại El Sardinero và Sân vận động Vicente Calderón, để đánh giá cao bàn thắng vô địch World Cup của anh. Một sự hoan nghênh nhiệt liệt khác đã diễn ra trên sân nhà của Espanyol trong Derbi barceloní, với đám đông thừa nhận tình bạn của anh ấy với Daniel Jarque, đội trưởng của Espanyol vào thời điểm anh qua đời. Iniesta là một trong ba người vào chung kết cho Quả bóng vàng FIFA 2010 cùng với Xavi và Messi, xếp ở vị trí á quân sau cầu thủ người Argentina..
Iniesta bắt đầu mùa giải 2011–12 bằng cách ghi bàn mở tỷ số trong trận lượt về của Supercopa de España trước đối thủ Real Madrid. Barcelona tiếp tục giành chiến thắng với tỷ số 3–2 và giành cúp khi thắng 5–4 chung cuộc. Một trong những bàn thắng đẹp nhất của anh diễn ra vào tháng 10 vào lưới Viktoria Plzeň ở vòng bảng Champions League sau một pha chuyền bóng với Messi. Iniesta đã lập kỷ lục 51 trận bất bại tại La Liga, kết thúc bằng thất bại 0–2 của Barcelona trước Mallorca vào ngày 24 tháng 3. Tại Champions League, anh đã chấm dứt cơn hạn hán bàn thắng bằng cách ghi một bàn thắng quan trọng vào lưới Milan tại tứ kết. Từ đó, anh tiếp tục ghi bàn trong trận bán kết với Chelsea để nâng tỷ số lên 2–0, nhưng trận đấu kết thúc với tỷ số 2–2, loại đội của anh ấy với tỷ số chung cuộc 3–2. Đến cuối năm, vào ngày 25 tháng 11, Iniesta được vinh danh là cầu thủ xuất sắc nhất trận sau khi ghi một bàn thắng và có ba pha kiến tạo trong chiến thắng 4–0 trước Levante. Màn trình diễn của anh ấy đã giúp anh ấy giành được vị trí thứ ba trong cuộc bầu chọn Quả bóng vàng FIFA 2012.

#### 2013–2018

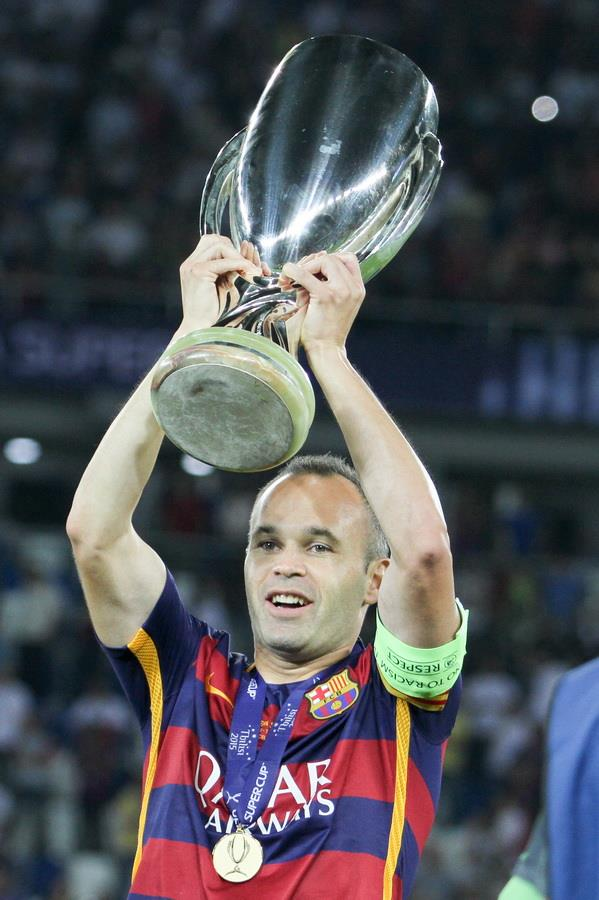
Iniesta nâng cao danh hiệu UEFA Super Cup 2015

Iniesta đã ký hợp đồng mới với Barcelona vào tháng 12 năm 2013, giữ anh ở lại câu lạc bộ cho đến năm 2018. Với tư cách là đội phó, anh thường xuyên dẫn dắt Barça trong suốt chiến dịch giành cú ăn ba thứ hai của câu lạc bộ ở mùa giải 2014–15, và trở thành đội trưởng sau khi Carles Puyol giải nghệ và Xavi ra đi. Iniesta đã ghi ba bàn trong chiến dịch Copa del Rey của đội, và là cầu thủ xuất sắc nhất trận Chung kết UEFA Champions League 2015, đã kiến tạo cho Ivan Rakitić ghi bàn mở tỷ số trong trận thắng 3–1 trước nhà vô địch Ý Juventus tại Olympiastadion của Berlin. Chiến thắng ở châu Âu của họ đã biến Barcelona trở thành câu lạc bộ đầu tiên trong lịch sử giành được cú ăn ba bao gồm giải quốc gia, cúp quốc gia và cúp châu Âu hai lần; Iniesta nằm trong số bảy cầu thủ góp mặt trong cả hai đội giành cú ăn ba.
Trong trận Clásico đầu tiên của mùa giải 2015–16, vào ngày 21 tháng 11, Iniesta trở thành cầu thủ thứ ba của Barcelona, sau Diego Maradona năm 1983 và Ronaldinho năm 2005, đã nhận được tràng pháo tay từ người hâm mộ Real Madrid tại Santiago Bernabéu. Màn trình diễn xuất sắc nhất trận đấu của anh bao gồm một bàn thắng và một pha kiến tạo, góp phần vào chiến thắng vang dội 4–0.
Anh đã ký hợp đồng trọn đời với Barcelona vào ngày 6 tháng 10 năm 2017, giúp anh gắn bó với câu lạc bộ trong phần còn lại của sự nghiệp. Anh chơi trận thứ 650 trong sự nghiệp cho Barcelona trước Levante vào ngày 7 tháng 1 năm 2018, anh bị thay ra bởi André Gomes sau 76 phút khi trận đấu kết thúc với tỷ số 3–0 nghiêng về Barcelona.
Mặc dù đã ký hợp đồng trọn đời nhưng vào ngày 27 tháng 4 năm 2018, Iniesta tuyên bố anh sẽ rời Barcelona vào cuối mùa giải. Anh ra sân lần thứ 674 và cũng là trận cuối cùng cho Barcelona vào ngày 20 tháng 5, trong trận đấu cuối cùng của mùa giải, chiến thắng 1–0 trên sân nhà trước Real Sociedad, khi Barcelona ăn mừng chức vô địch giải đấu thứ 25 và cúp Nhà vua lần thứ 30 tiêu đề; anh rời sân ở phút thứ 81 cho Paco Alcácer.

### Vissel Kobe

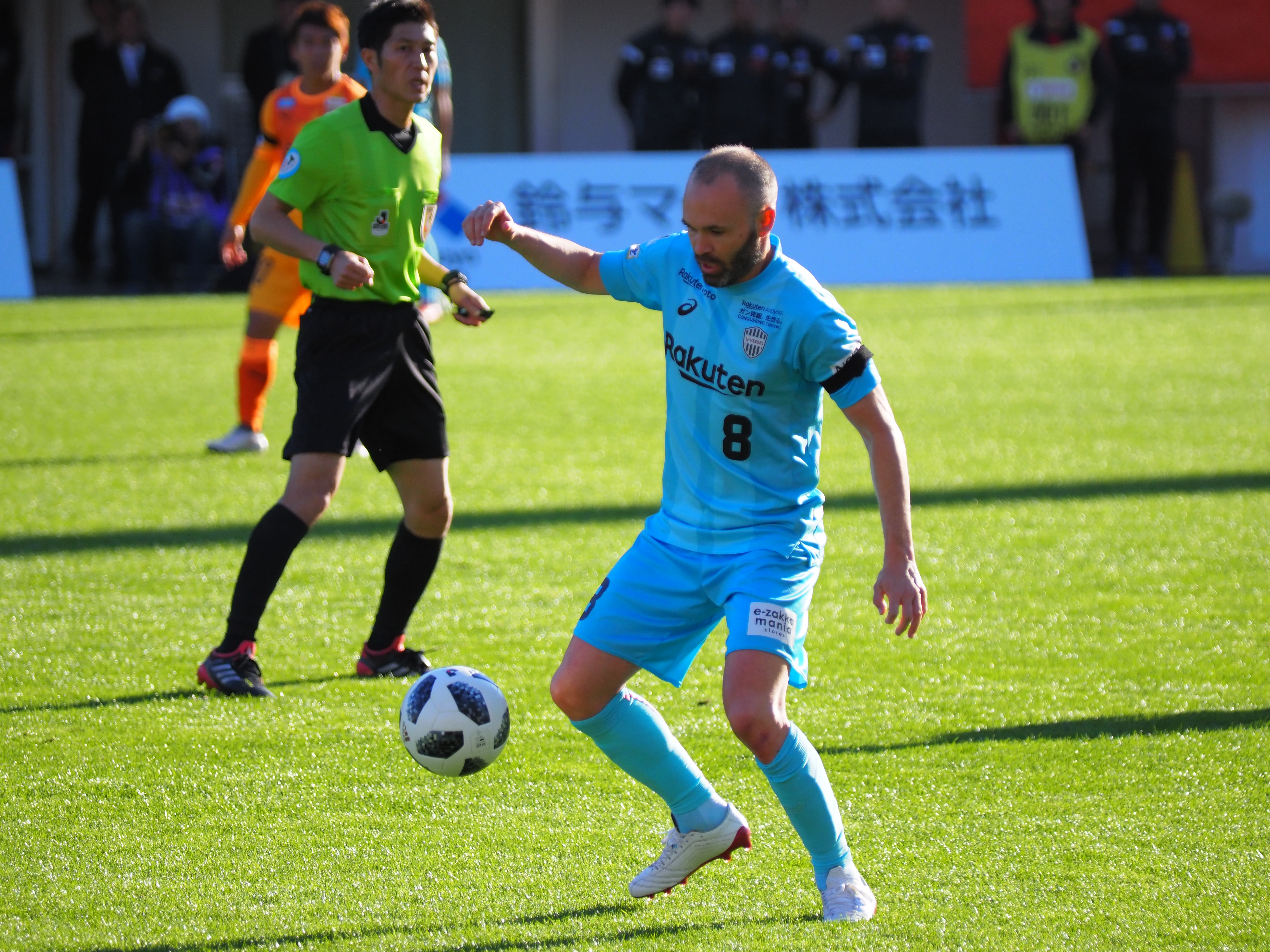
Iniesta với Vissel Kobe năm 2018

Vào ngày 24 tháng 5 năm 2018, câu lạc bộ Nhật Bản Vissel Kobe thông báo về việc ký hợp đồng với Iniesta có thời hạn 3 năm. Anh có màn ra mắt vào ngày 22 tháng 7, vào sân trong hiệp hai thay cho Kazuma Watanabe trong thất bại 0–3 trước Shonan Bellmare. Vào ngày 11 tháng 8 năm 2018, Iniesta ghi bàn thắng đầu tiên tại J1 League trong chiến thắng 2–1 trước Jubilo Iwata.
Vào ngày 21 tháng 12 năm 2019, anh ghi bàn mở tỷ số trong chiến thắng 3–1 trước Shimizu S-Pulse trong trận bán kết Cúp Thiên Hoàng 2019. Vào ngày 1 tháng 1 năm 2020, anh giành được chiếc cúp đầu tiên tại Nhật Bản, bắt đầu từ chiến thắng 2–0 của Vissel Kobe trước Kashima Antlers trong trận chung kết Cúp Thiên Hoàng 2019. Một tháng sau, anh ấy cũng giành được Siêu cúp Nhật Bản 2020. Vào ngày 7 tháng 12 năm 2020, Iniesta bị rách cơ trực tràng đùi trong chiến thắng 2–0 ở vòng 16 đội AFC Champions League 2020 trước Shanghai SIPG, trong đó anh ấy cũng đã ghi bàn thắng đầu tiên của trận đấu. Anh ấy đã phẫu thuật thành công ở Barcelona vài ngày sau đó.
Vào ngày 11 tháng 5 năm 2021, Iniesta ký gia hạn hợp đồng với Vissel Kobe, giữ anh ở lại câu lạc bộ thêm hai mùa giải. Vào ngày 11 tháng 11 năm 2021, anh được vinh danh Cầu thủ xuất sắc nhất tháng J. League sau khi ghi ba bàn thắng vào tháng 10. Anh có tên trong J.League Best XI 2021 vào ngày 6 tháng 12 năm 2021.
Vào ngày 14 tháng 5 năm 2022, Iniesta đã ghi một bàn thắng và giúp Vissel Kobe giành chức vô địch giải đấu đầu tiên của mùa giải 2022 trong chiến thắng 4–0 trước Sagan Tosu.
Vào ngày 25 tháng 5 năm 2023, Vissel Kobe cho biết Iniesta sẽ rời câu lạc bộ giữa mùa giải J.League hiện tại, vào ngày 1 tháng 7. Iniesta đã chơi ít hơn đáng kể cho câu lạc bộ trong mùa giải cuối cùng của anh. Anh nói rằng anh chưa muốn giải nghệ và muốn chơi cho một câu lạc bộ mà anh có thể có thời gian thi đấu thường xuyên.

### Emirates
Vào ngày 7 tháng 8 năm 2023, Iniesta đến Các Tiểu vương quốc Ả Rập Thống nhất để tham gia câu lạc bộ UAE Pro League Emirates. Anh ký hợp đồng một năm với tùy chọn gia hạn đến năm 2025.

## Sự nghiệp quốc tế

### 2001–2008
Iniesta bùng nổ trên đấu trường quốc tế vào năm 2001, giúp Tây Ban Nha giành chức vô địch Giải vô địch U-16 châu Âu. Sau khi đại diện cho quốc gia của mình tại Giải vô địch bóng đá U-17 thế giới 2001 được tổ chức tại Trinidad và Tobago, anh có mặt trong đội giành chức vô địch Giải vô địch U19 châu Âu UEFA vào năm sau. Kể từ đó, anh ấy trở thành sự lựa chọn thường xuyên cho huấn luyện viên đội trẻ Juan Santisteban. Năm 2003, anh là thành viên của đội lọt vào trận chung kết Giải vô địch trẻ thế giới FIFA tại Các Tiểu vương quốc Ả Rập Thống nhất, và có tên trong đội hình ngôi sao toàn năng FIFA. Trong thời gian thi đấu cho U-21 Tây Ban Nha, Iniesta đã nhiều lần được chỉ định làm đội trưởng.
Iniesta được triệu tập để đại diện cho đội tuyển Tây Ban Nha cấp cao tại FIFA World Cup 2006 vào ngày 15 tháng 5 năm 2006, trước sự ngạc nhiên của nhiều người. Anh có lần ra sân quốc tế đầu tiên cho La Furia Roja khi được tung vào sân ở hiệp một trong trận giao hữu với Nga vào ngày 27 tháng 5. Bàn thắng đầu tiên của anh diễn ra trong trận giao hữu với Anh vào ngày 7 tháng 2 năm 2007. Cú sút xa của anh chạm vào mặt dưới của xà ngang trên đường vào, giúp Tây Ban Nha vượt lên dẫn trước ở phút 63. Iniesta đã đóng một vai trò quan trọng trong vòng loại UEFA Euro 2008 của Tây Ban Nha bằng cách ghi bàn vào lưới Thụy Điển và hỗ trợ các tiền đạo.

### 2008–2012

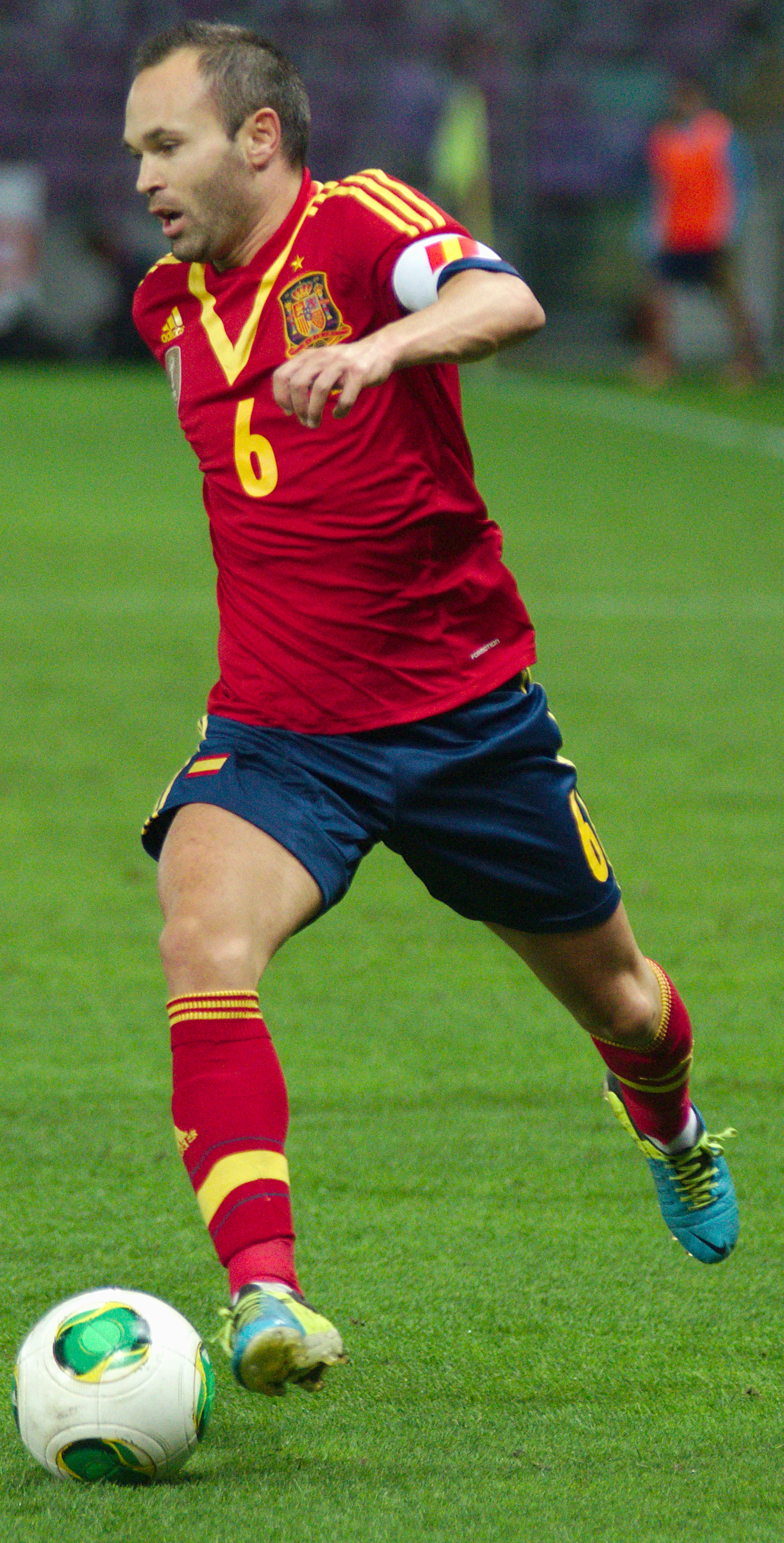
Iniesta thi đấu cho Tây Ban Nha vào tháng 9 năm 2013

Iniesta được chọn vào đội tuyển Tây Ban Nha tham dự UEFA Euro 2008 ở Áo và Thụy Sĩ. Mặc dù căn bệnh dạ dày phần nào cản trở màn trình diễn của anh ấy ở vòng bảng, nhưng anh ấy vẫn đóng vai trò không thể thiếu ở hàng tiền vệ. Anh ấy đã chơi trong hai trận đầu tiên ở vòng bảng của Tây Ban Nha và chứng tỏ là một phần quan trọng của đội, cung cấp đường chuyền cho bàn thắng thứ hai của David Villa vào lưới Nga. Anh ấy không được nghỉ ngơi, không giống như hầu hết các cầu thủ thường xuyên của Tây Ban Nha, trong trận đấu cuối cùng vòng bảng với Hy Lạp, trận đấu mà Tây Ban Nha đã thắng 2–1 nhờ cú vô lê của Rubén de la Red và một bàn thắng muộn. người chiến thắng từ Daniel Güiza. Iniesta trở lại trong trận tứ kết khi Tây Ban Nha đánh bại Ý trên chấm phạt đền; anh ấy đã bị thay ra trước loạt sút luân lưu. Trong trận bán kết với Nga, anh ấy đã chơi trọn vẹn 90 phút và thực hiện một quả tạt mà Xavi đã thực hiện thành công để mở tỷ số trong chiến thắng chung cuộc 3–0; sau đó anh ấy được vinh danh là Cầu thủ xuất sắc nhất trận đấu. Anh ấy đã chơi trong suốt thời gian của trận chung kết trong chiến thắng 1–0 của Tây Ban Nha trước Đức. Iniesta được xướng tên trong Đội hình tiêu biểu cùng với các tiền vệ người Tây Ban Nha Xavi, Marcos Senna và sáu đồng đội khác. Iniesta đã không tham gia Cúp Liên đoàn các châu lục 2009 ở Nam Phi do chấn thương cơ đùi; Tây Ban Nha bị loại khỏi giải đấu ở vòng bán kết.
Iniesta đã được chọn cho Tây Ban Nha trong Giải vô địch bóng đá thế giới 2010 và ghi bàn thắng thứ hai trong chiến thắng 2–1 ở vòng bảng trước Chile. Anh ấy cũng được vinh danh cầu thủ xuất sắc nhất trận. Với màn trình diễn xuất sắc giúp Tây Ban Nha lọt vào trận chung kết của giải đấu, Iniesta đã lọt vào danh sách rút gọn cho giải thưởng Quả bóng vàng. Trong trận chung kết, anh đã ghi bàn thắng quyết định ở phút thứ 116 trong chiến thắng 1–0 trước Hà Lan. Anh đã nhận một thẻ vàng vì đã cởi áo thi đấu trong màn ăn mừng bàn thắng ngây ngất của anh để tiết lộ thông điệp của anh với người bạn quá cố Dani Jarque. Anh \đã giành được giải thưởng cầu thủ xuất sắc nhất trận đấu cho màn trình diễn của anh trong trận chung kết, giúp Tây Ban Nha lần đầu tiên vô địch World Cup.
Tại UEFA Euro 2012, Iniesta đã được trao giải cầu thủ xuất sắc nhất trận nhờ màn trình diễn của anh ấy trong ba trận đấu khác nhau. Anh ấy cũng được chọn là cầu thủ xuất sắc nhất trận đấu trong trận chung kết gặp Ý, đội mà Tây Ban Nha đã thắng 4–0. Khi giành được giải thưởng, Iniesta trở thành cầu thủ Tây Ban Nha duy nhất giành được giải thưởng này ít nhất một lần trong ba giải đấu thành công liên tiếp của Tây Ban Nha. Iniesta cũng được chọn là Cầu thủ xuất sắc nhất giải UEFA Euro 2012.

### 2013–2018

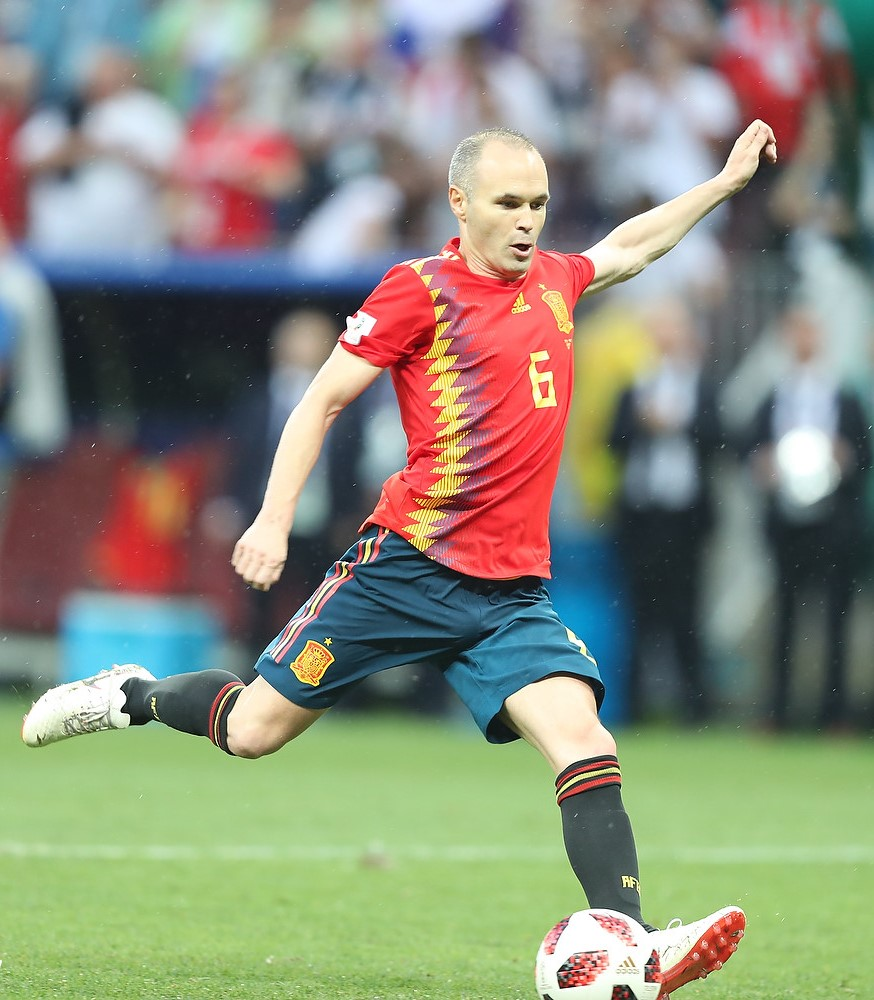
Iniesta với Tây Ban Nha tại FIFA World Cup 2018 tại Nga

Tại FIFA Confederations Cup 2013, Iniesta có tên trong Đội hình tiêu biểu của giải đấu và được trao Quả bóng bạc cho cầu thủ xuất sắc thứ hai của giải đấu, khi Tây Ban Nha về nhì trước quốc gia chủ nhà Brasil. Iniesta đá chính cả ba trận cho Tây Ban Nha tại FIFA World Cup 2014, có lần khoác áo thứ 100 trong trận đấu cuối cùng của đội với Úc. Tại UEFA Euro 2016, anh đã kiến tạo bàn thắng duy nhất của trận đấu với Cộng hòa Séc và trở thành cầu thủ xuất sắc nhất trận giúp Tây Ban Nha khởi đầu thắng lợi tại giải đấu. Anh đá chính trong cả bốn trận đấu của Tây Ban Nha và sau đó bị Ý loại ở Vòng 16 đội.
Vào tháng 5 năm 2018, Iniesta có tên trong đội tuyển Tây Ban Nha tham dự FIFA World Cup 2018 ở Nga. Anh đá chính trong cả ba trận của vòng bảng, kiến tạo cho Isco trong trận hòa 2–2 trước Maroc vào ngày 25 Tháng 6 năm 2018. Anh vào sân từ băng ghế dự bị ở phút 67 trong trận đấu cuối cùng của Tây Ban Nha tại giải đấu với Nga vào ngày 1 tháng 7 năm 2018 cho vòng 16 đội. Sau thất bại ở loạt sút luân lưu, Iniesta tuyên bố giã từ sự nghiệp thi đấu quốc tế. Anh ấy đã có 131 lần khoác áo đội tuyển quốc gia cho Tây Ban Nha và tại thời điểm giải nghệ, anh là cầu thủ khoác áo đội tuyển quốc gia nhiều thứ tư mọi thời đại, chỉ sau Iker Casillas, Xavi và Sergio Ramos.

## Phong cách thi đấu và đón nhận

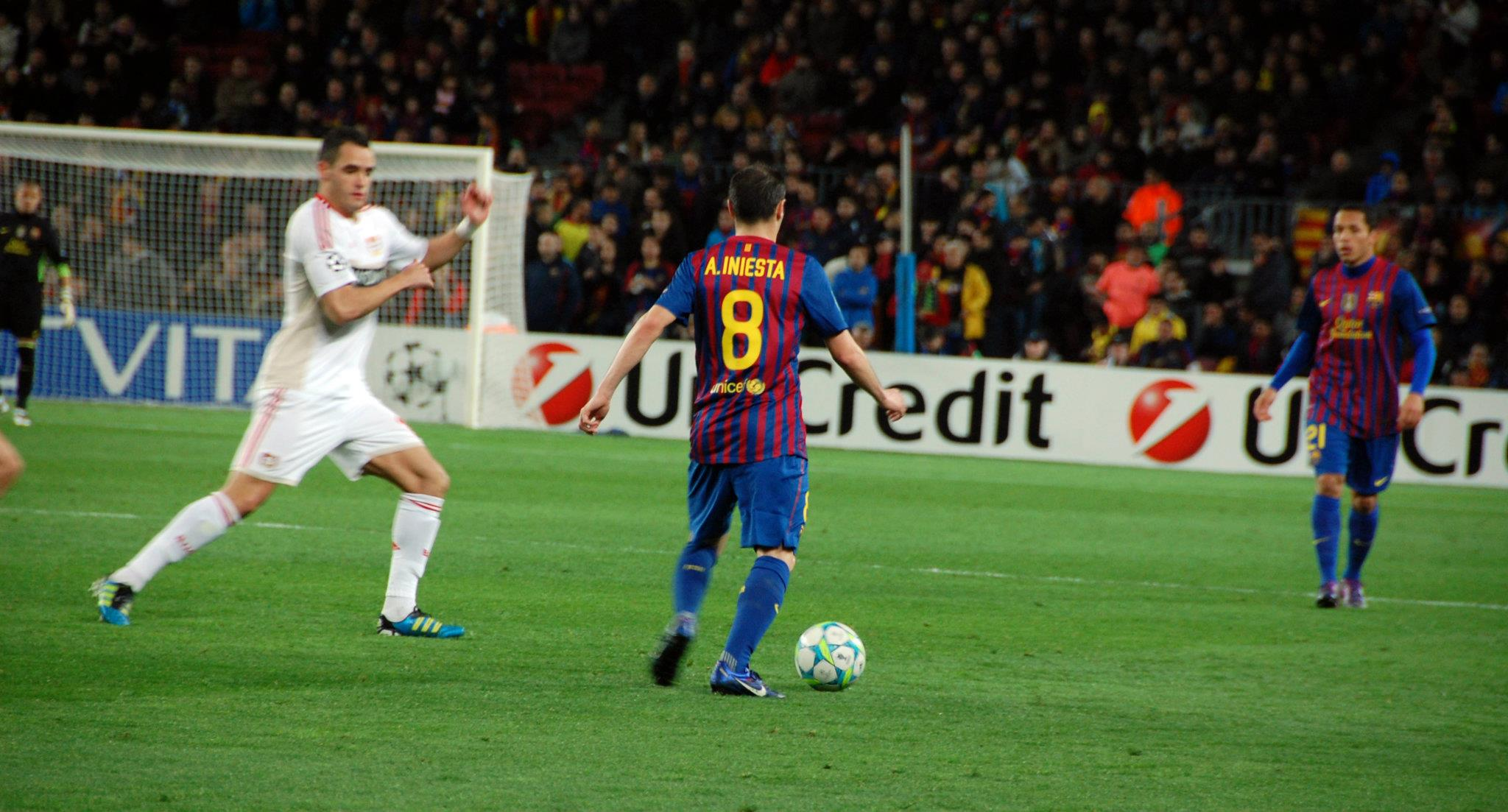
Iniesta chạm bóng cho Barcelona trong trận đấu với Bayer Leverkusen năm 2012

Giống như người đồng nghiệp tốt nghiệp La Masia Cesc Fàbregas, Iniesta ban đầu khởi nghiệp ở vị trí tiền vệ phòng ngự, nhưng khả năng giữ thăng bằng, khả năng kiểm soát bóng và sự nhanh nhẹn trong không gian gần, kết hợp với kỹ năng, sự điềm tĩnh và sự tinh tế khi đi bóng, đã giúp anh ấy tiến bộ với tư cách là một tiền vệ tấn công. Ngoài tài năng bẩm sinh đã được các tuyển trạch viên của Barcelona phát hiện khi còn trẻ, chính sự linh hoạt, đạo đức làm việc và óc sáng tạo tuyệt vời của anh ấy đã cho phép anh ấy giành được vị trí trong đội một ở tuổi 18. Vicente del Bosque mô tả anh ấy là "Một cầu thủ bóng đá toàn diện. Anh ấy có thể tấn công và phòng thủ, anh ấy kiến tạo và ghi bàn," và Frank Rijkaard nói, "Tôi đã chơi anh ấy như một cầu thủ chạy cánh ảo, Tiền vệ trung tâm, tiền vệ kiến thiết lùi sâu và cả phía sau tiền đạo cắm và anh luôn xuất sắc." Ban đầu anh ấy được sử dụng như một tiền đạo cánh khi không có Juan Román Riquelme và Ronaldinho bởi Louis van Gaal và Rijkaard, nhưng anh ấy đã trở thành một cầu thủ đẳng cấp thế giới ở vị trí trung phong. hàng tiền vệ bên cạnh hoặc thay cho Xavi, ở cả cấp độ câu lạc bộ và quốc tế. Như FIFA.com nói, "Ở vị trí này, phong cách trực tiếp và đôi chân nhanh nhẹn của anh ấy có thể phát huy hết tác dụng, với quả bóng như dính chặt vào các ngón chân của anh ấy khi anh ấy lao vào các vị trí nguy hiểm." Là một tiền vệ nhỏ con, Iniesta là một cầu thủ được biết đến với khả năng chuyền bóng, kỹ thuật, tầm nhìn và khả năng di chuyển; anh ấy cũng được đánh giá cao về khả năng đọc trận đấu, cũng như khả năng tăng tốc và kiểm soát chặt chẽ ở tốc độ, điều mà — khi kết hợp với trọng tâm thấp — đã khiến anh trở thành một trong những cầu thủ rê bóng hay nhất mọi thời đại, bằng cách cho phép anh ta đổi hướng nhanh chóng, vượt qua đối thủ và thực hiện các pha chạy bóng cá nhân, mặc dù không đặc biệt nhanh. Hơn nữa, huấn luyện viên cũ của anh Guardiola đã ca ngợi anh vì "sự thông thạo về mối quan hệ giữa không gian và thời gian", điều mà anh ấy tận dụng để làm lợi thế của mình nhằm làm mất phương hướng của các cầu thủ đối phương khi cầm bóng. Động tác đặc trưng của anh ấy là La Croqueta – một động tác được tiên phong bởi Michael Laudrup và được phổ biến bởi Iniesta - nơi anh ấy nhanh chóng đẩy bóng từ chân phải sang chân trái để lấy bóng ra khỏi đối phương, cho phép anh ấy thoát khỏi tình thế ngặt nghèo. Vai trò của anh ấy cũng được ví như mezzala, theo thuật ngữ bóng đá Ý, cụ thể là box–to-box có đầu óc tấn công hoặc tiền vệ trung tâm.
Cựu cầu thủ người Argentina Juan Román Riquelme nói về Iniesta

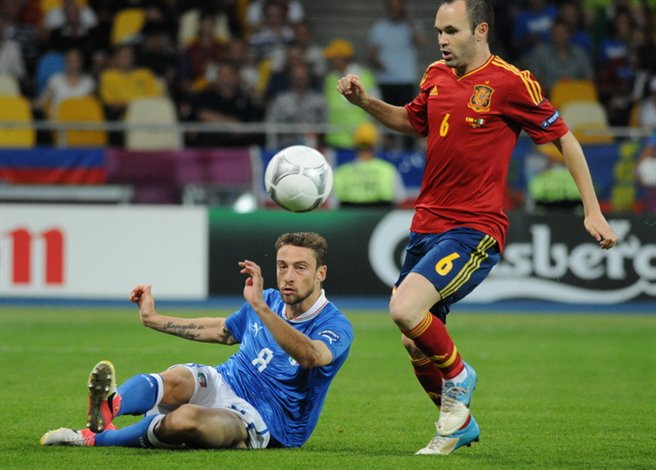
Iniesta thoát khỏi Claudio Marchisio tại chung kết UEFA Euro 2012

Giống như những sản phẩm trẻ khác của Barcelona như Pep Guardiola, Xavi và Iván de la Peña, Iniesta là một kiến tạo kiến tạo dựa vào kỹ thuật, khả năng chuyền bóng, trực giác, khả năng di chuyển và khả năng sáng tạo của mình để kiểm soát thế trận. hàng tiền vệ, điều khiển nhịp độ lên xuống của lối chơi, đồng thời tạo cơ hội hoặc khoảng trống cho đồng đội. Iniesta được khen ngợi vì sự hiểu biết và ăn ý với Xavi; đồng đội cũ của Barcelona Giovanni van Bronckhorst nói về cặp đôi này, "Họ có một mối quan hệ đặc biệt, họ luôn có, họ dường như biết người kia đang ở đâu." Mặc dù không đặc biệt sung mãn trước khung thành, nhưng trong suốt quá trình trưởng thành của mình với tư cách là một cầu thủ, anh ấy đã nổi tiếng là một cầu thủ xuất sắc cho câu lạc bộ và quốc gia, kiến tạo một bàn thắng trong mỗi trận chung kết UEFA Champions League 2009, 2011 và 2015, cũng như ghi bàn ấn định chiến thắng trong trận Chung kết World Cup 2010, không thể bỏ qua những đóng góp quan trọng của anh trong Chung kết Champions League 2006, Chung kết Euro 2008 và Chung kết Euro 2012, được biết đến với khả năng ghi bàn từ những cú sút uy lực bên ngoài vòng cấm. Anh ấy cũng là cầu thủ bóng đá duy nhất trong lịch sử giành được danh hiệu Cầu thủ xuất sắc nhất trận trong một trận chung kết World Cup, một trận chung kết Euro và một trận chung kết Champions League.
Sự sẵn sàng thi đấu ở bất cứ đâu trên sân của anh ấy đã khiến anh ấy được mệnh danh là El Ilusionista (Nhà ảo thuật), El Cerebro (Bộ não), El Anti-Galáctico (một cách chơi chữ biệt danh của các cầu thủ Real Madrid Los Galácticos), El Caballero Pálido (The Pale Knight) và gần đây nhất là Don Andrés từ báo chí Tây Ban Nha. Zinédine Zidane cũng ca ngợi Iniesta, phát biểu trên đài phát thanh Tây Ban Nha Cadena COPE, "Iniesta thực sự gây ấn tượng với tôi. Anh ấy có rất nhiều ảnh hưởng đến lối chơi của Tây Ban Nha. Anh ấy khiến tôi nhớ đến chính mình." Anh được nhiều người trong giới thể thao đánh giá là một trong những tiền vệ được kính trọng nhất và xuất sắc nhất mọi thời đại, và là một trong những người chuyền bóng và kiến tạo vĩ đại nhất trong lịch sử bóng đá thế giới. Mặc dù tính cách dè dặt, anh cũng được biết đến với khả năng lãnh đạo của mình.

## Truyền thông và tài trợ
Iniesta đã có hợp đồng tài trợ với công ty đồ thể thao Nike, và đã xuất hiện trong các quảng cáo của Nike cùng với Cristiano Ronaldo, Neymar, Zlatan Ibrahimović và Wayne Rooney. Iniesta góp mặt trong loạt trò chơi FIFA của EA Sports, và là cầu thủ được đánh giá cao thứ sáu trong FIFA 15. Pha đi bóng đặc trưng của Iniesta, La Croqueta, xuất hiện trong FIFA 19. Vào tháng 3 năm 2015, Iniesta có thứ hạng trên mạng xã hội cao thứ chín trên thế giới trong số những người chơi thể thao, với 24 triệu người hâm mộ trên Facebook. Vào ngày 22 tháng 10 năm 2018, Iniesta đã ký hợp đồng tài trợ mới với công ty đồ thể thao Nhật Bản Asics, với đôi giày có chữ ký đầu tiên của anh ấy được phát hành vào ngày 15 tháng 7 năm 2019.

## Đời tư
Iniesta kết hôn với Anna Ortiz; cặp đôi bắt đầu hẹn hò vào năm 2008 và kết hôn vào ngày 8 tháng 7 năm 2012. Họ có hai con gái, sinh năm 2011 và 2017, và hai con trai, sinh năm 2015 và 2019. Họ đã mất một đứa con chưa chào đời, một đứa con trai, do sảy thai vào tháng 3 năm 2014. Tháng 2 năm 2023, họ chào đón đứa con thứ năm, một bé gái. Iniesta là một người Công giáo.
Vào năm 2011, Iniesta đã đầu tư 420.000 € vào câu lạc bộ thời niên thiếu của mình, Albacete, do đó trở thành cổ đông lớn của nó.. Hai năm sau, khi câu lạc bộ phải đối mặt với việc xuống hạng hành chính xuống hạng tư của bóng đá Tây Ban Nha, anh đã cho họ vay thêm 240.000 € để trang trải các khoản lương chưa trả.
Vào tháng 5 năm 2018, Iniesta tiết lộ với Risto Mejide rằng anh bị trầm cảm trước FIFA World Cup 2010 do chấn thương và cái chết của Daniel Jarque. 
Vào tháng 9 năm 2018, Iniesta cùng với cầu thủ bóng đá người Đức Lukas Podolski đã vận động và quyên góp tiền cho các nạn nhân của trận động đất Đông Iburi Hokkaido ở Nhật Bản.

## Thống kê sự nghiệp

### Câu lạc bộ
Tính đến ngày 1 tháng 6 năm 2024
| Câu lạc bộ          | Mùa giải            | Giải vô địch        | Giải vô địch | Giải vô địch | Cúp quốc gia | Cúp quốc gia | Cúp liên đoàn | Cúp liên đoàn | Châu lục | Châu lục | Khác | Khác | Tổng cộng | Tổng cộng |
| Câu lạc bộ          | Mùa giải            | Hạng đấu            | Trận         | Bàn          | Trận         | Bàn          | Trận          | Bàn           | Trận     | Bàn      | Trận | Bàn  | Trận      | Bàn       |
| ------------------- | ------------------- | ------------------- | ------------ | ------------ | ------------ | ------------ | ------------- | ------------- | -------- | -------- | ---- | ---- | --------- | --------- |
| Barcelona B         | 2000–01             | Segunda División B  | 10           | 0            | –            | –            | –             | –             | –        | –        | –    | –    | 10        | 0         |
| Barcelona B         | 2001–02             | Segunda División B  | 25           | 2            | –            | –            | –             | –             | –        | –        | 5    | 0    | 30        | 2         |
| Barcelona B         | 2002–03             | Segunda División B  | 14           | 3            | –            | –            | –             | –             | –        | –        | –    | –    | 14        | 3         |
| Barcelona B         | Tổng cộng           | Tổng cộng           | 49           | 5            | –            | –            | –             | –             | –        | –        | 5    | 0    | 54        | 5         |
| Barcelona           | 2002–03             | La Liga             | 6            | 0            | 0            | 0            | –             | –             | 3        | 0        | –    | –    | 9         | 0         |
| Barcelona           | 2003–04             | La Liga             | 11           | 1            | 3            | 1            | –             | –             | 3        | 0        | –    | –    | 17        | 2         |
| Barcelona           | 2004–05             | La Liga             | 37           | 2            | 1            | 0            | –             | –             | 8        | 0        | –    | –    | 46        | 2         |
| Barcelona           | 2005–06             | La Liga             | 33           | 0            | 4            | 0            | –             | –             | 11       | 1        | 1    | 0    | 49        | 1         |
| Barcelona           | 2006–07             | La Liga             | 37           | 6            | 6            | 1            | –             | –             | 8        | 2        | 5    | 0    | 56        | 9         |
| Barcelona           | 2007–08             | La Liga             | 31           | 3            | 7            | 0            | –             | –             | 11       | 1        | –    | –    | 49        | 4         |
| Barcelona           | 2008–09             | La Liga             | 26           | 4            | 6            | 0            | –             | –             | 11       | 1        | –    | –    | 43        | 5         |
| Barcelona           | 2009–10             | La Liga             | 29           | 1            | 3            | 0            | –             | –             | 9        | 0        | 1    | 0    | 42        | 1         |
| Barcelona           | 2010–11             | La Liga             | 34           | 8            | 5            | 0            | –             | –             | 10       | 1        | 1    | 0    | 50        | 9         |
| Barcelona           | 2011–12             | La Liga             | 27           | 2            | 6            | 2            | –             | –             | 8        | 3        | 5    | 1    | 46        | 8         |
| Barcelona           | 2012–13             | La Liga             | 31           | 3            | 5            | 2            | –             | –             | 10       | 1        | 2    | 0    | 48        | 6         |
| Barcelona           | 2013–14             | La Liga             | 35           | 3            | 6            | 0            | –             | –             | 9        | 0        | 2    | 0    | 52        | 3         |
| Barcelona           | 2014–15             | La Liga             | 24           | 0            | 7            | 3            | –             | –             | 11       | 0        | –    | –    | 42        | 3         |
| Barcelona           | 2015–16             | La Liga             | 28           | 1            | 4            | 0            | –             | –             | 7        | 0        | 5    | 0    | 44        | 1         |
| Barcelona           | 2016–17             | La Liga             | 23           | 0            | 5            | 0            | –             | –             | 8        | 1        | 1    | 0    | 37        | 1         |
| Barcelona           | 2017–18             | La Liga             | 30           | 1            | 5            | 1            | –             | –             | 8        | 0        | 1    | 0    | 44        | 2         |
| Barcelona           | Tổng cộng           | Tổng cộng           | 442          | 35           | 73           | 10           | –             | –             | 135      | 11       | 24   | 1    | 674       | 57        |
| Vissel Kobe         | 2018                | J1 League           | 14           | 3            | 1            | 0            | –             | –             | –        | –        | –    | –    | 15        | 3         |
| Vissel Kobe         | 2019                | J1 League           | 23           | 6            | 2            | 1            | –             | –             | –        | –        | –    | –    | 25        | 7         |
| Vissel Kobe         | 2020                | J1 League           | 26           | 4            | –            | –            | 1             | 0             | 6        | 2        | 1    | 0    | 34        | 6         |
| Vissel Kobe         | 2021                | J1 League           | 23           | 6            | –            | –            | 4             | 1             | –        | –        | –    | –    | 27        | 7         |
| Vissel Kobe         | 2022                | J1 League           | 24           | 2            | 1            | 0            | 1             | 0             | 1        | 1        | –    | –    | 27        | 3         |
| Vissel Kobe         | 2023                | J1 League           | 4            | 0            | 0            | 0            | 2             | 0             | –        | –        | –    | –    | 6         | 0         |
| Vissel Kobe         | Tổng cộng           | Tổng cộng           | 114          | 21           | 4            | 1            | 8             | 1             | 7        | 3        | 1    | 0    | 134       | 26        |
| Emirates            | 2023–24             | UAE Pro League      | 20           | 5            | 1            | 0            | 2             | 0             | –        | –        | –    | –    | 23        | 5         |
| Tổng cộng sự nghiệp | Tổng cộng sự nghiệp | Tổng cộng sự nghiệp | 625          | 66           | 78           | 11           | 10            | 1             | 142      | 14       | 30   | 1    | 885       | 93        |

Chú thích
1. ↑  Bao gồm Copa del Rey, Emperor's Cup, J.League Cup, UAE President's Cup
2. ↑  Bao gồm J.League Cup, UAE League Cup
3. ↑  Ra sân tại Segunda División B play-offs
4. 1 2 3 4 5 6 7 8 9 10 11 12 13 14 15  Ra sân tại UEFA Champions League
5. ↑  Ra sân tại UEFA Cup
6. 1 2 3 4 5 6  Ra sân tại Supercopa de España
7. ↑  1 lần ra sân tại UEFA Super Cup, 2 lần ra sân tại Supercopa de España, 2 lần ra sân tại FIFA Club World Cup
8. ↑  Ra sân tại FIFA Club World Cup
9. ↑  1 lần ra sân tại UEFA Super Cup, 2 lần ra sân và 1 bàn tại Supercopa de España, 2 lần ra sân tại FIFA Club World Cup
10. ↑  1 lần ra sân tại UEFA Super Cup, 2 lần ra sân tại Supercopa de España, 2 lần ra sân tại FIFA Club World Cup
11. 1 2  Ra sân tại AFC Champions League
12. ↑  Ra sân tại Japanese Super Cup

### Đội tuyển quốc gia
| Đội tuyển quốc gia | Năm       | Chính thức | Chính thức | Giao hữu | Giao hữu | Tổng cộng | Tổng cộng |
| Đội tuyển quốc gia | Năm       | Trận       | Bàn        | Trận     | Bàn      | Trận      | Bàn       |
| ------------------ | --------- | ---------- | ---------- | -------- | -------- | --------- | --------- |
| Tây Ban Nha        | 2006      | 3          | 0          | 5        | 0        | 8         | 0         |
| Tây Ban Nha        | 2007      | 9          | 3          | 3        | 1        | 12        | 4         |
| Tây Ban Nha        | 2008      | 10         | 1          | 4        | 0        | 14        | 1         |
| Tây Ban Nha        | 2009      | 2          | 0          | 3        | 0        | 5         | 0         |
| Tây Ban Nha        | 2010      | 9          | 3          | 6        | 0        | 15        | 3         |
| Tây Ban Nha        | 2011      | 2          | 0          | 7        | 1        | 9         | 1         |
| Tây Ban Nha        | 2012      | 9          | 0          | 5        | 1        | 14        | 1         |
| Tây Ban Nha        | 2013      | 10         | 0          | 7        | 0        | 17        | 0         |
| Tây Ban Nha        | 2014      | 5          | 0          | 3        | 1        | 8         | 1         |
| Tây Ban Nha        | 2015      | 3          | 1          | 2        | 0        | 5         | 1         |
| Tây Ban Nha        | 2016      | 6          | 0          | 2        | 0        | 8         | 0         |
| Tây Ban Nha        | 2017      | 4          | 0          | 4        | 1        | 8         | 1         |
| Tây Ban Nha        | 2018      | 4          | 0          | 4        | 0        | 8         | 0         |
| Tổng cộng          | Tổng cộng | 76         | 8          | 55       | 5        | 131       | 13        |

1. ↑  1 lần ra sân tại FIFA World Cup 2006, 2 lần ra sân tại Vòng loại UEFA Euro 2008
2. ↑  Ra sân tại Vòng loại UEFA Euro 2008
3. ↑  6 lần ra sân tại UEFA Euro 2008, 4 lần ra sân và 1 bàn tại Vòng loại FIFA World Cup 2010
4. ↑  Ra sân tại Vòng loại FIFA World Cup 2010
5. ↑  6 lần ra sân và 2 bàn tại FIFA World Cup 2010, 3 lần ra sân và 1 bàn tại Vòng loại UEFA Euro 2012
6. ↑  Ra sân tại Vòng loại UEFA Euro 2012
7. ↑  6 lần ra sân tại UEFA Euro 2012, 3 lần ra sân tại Vòng loại FIFA World Cup 2014
8. ↑  5 lần ra sân tại Vòng loại FIFA World Cup 2014, 5 lần ra sân tại FIFA Confederations Cup 2013
9. ↑  3 lần ra sân tại FIFA World Cup 2014, 2 lần ra sân tại Vòng loại UEFA Euro 2016
10. ↑  Ra sân tại Vòng loại UEFA Euro 2016
11. ↑  4 lần ra sân tại UEFA Euro 2016, 2 lần ra sân tại Vòng loại FIFA World Cup 2018
12. ↑  ra sân tại Vòng loại FIFA World Cup 2018
13. ↑  Ra sân tại FIFA World Cup 2018

Tỷ số và kết quả liệt kê bàn thắng của Tây Ban Nha trước, cột tỷ số cho biết tỷ số sau mỗi bàn thắng của Iniesta.
| #  | Ngày                 | Địa điểm                                                 | Đối thủ    | Tỷ số | Kết quả | Giải đấu                      |
| -- | -------------------- | -------------------------------------------------------- | ---------- | ----- | ------- | ----------------------------- |
| 1  | 7 tháng 2 năm 2007   | Old Trafford, Manchester, Anh                            | Anh        | 1–0   | 1–0     | Giao hữu                      |
| 2  | 28 tháng 3 năm 2007  | Sân vận động Iberostar, Palma, Tây Ban Nha               | Iceland    | 1–0   | 1–0     | Vòng loại UEFA Euro 2008      |
| 3  | 8 tháng 9 năm 2007   | Laugardalsvöllur, Reykjavik, Iceland                     | Iceland    | 1–1   | 1–1     | Vòng loại UEFA Euro 2008      |
| 4  | 17 tháng 11 năm 2007 | Sân vận động Santiago Bernabéu, Madrid, Tây Ban Nha      | Thụy Điển  | 2–0   | 3–0     | Vòng loại UEFA Euro 2008      |
| 5  | 25 tháng 10 năm 2008 | Sân vận động Nhà vua Baudouin, Brussels, Bỉ              | Bỉ         | 1–1   | 2–1     | Vòng loại FIFA World Cup 2010 |
| 6  | 25 tháng 6 năm 2010  | Sân vận động Loftus Versfeld, Pretoria, Nam Phi          | Chile      | 2–0   | 2–1     | FIFA World Cup 2010           |
| 7  | 11 tháng 7 năm 2010  | Sân vận động FNB, Johannesburg, Nam Phi                  | Hà Lan     | 1–0   | 1–0     | Chung kết FIFA World Cup 2010 |
| 8  | 12 tháng 10 năm 2010 | Hampden Park, Glasgow, Scotland                          | Scotland   | 2–0   | 3–2     | Vòng loại UEFA Euro 2012      |
| 9  | 2 tháng 9 năm 2011   | kybunpark, St. Gallen, Thụy Sĩ                           | Chile      | 1–2   | 3–2     | Giao hữu                      |
| 10 | 29 tháng 2 năm 2012  | Sân vận động La Rosaleda, Málaga, Tây Ban Nha            | Venezuela  | 1–0   | 5–0     | Giao hữu                      |
| 11 | 30 tháng 5 năm 2014  | Sân vận động Ramón Sánchez Pizjuán, Seville, Tây Ban Nha | Bolivia    | 2–0   | 2–0     | Giao hữu                      |
| 12 | 5 tháng 9 năm 2015   | Carlos Tartiere Stadium, Oviedo, Tây Ban Nha             | Slovakia   | 2–0   | 2–0     | Vòng loại UEFA Euro 2016      |
| 13 | 11 tháng 11 năm 2017 | Sân vận động La Rosaleda, Málaga, Tây Ban Nha            | Costa Rica | 5–0   | 5–0     | Giao hữu                      |

## Danh hiệu

### Câu lạc bộ

#### Barcelona[9]
- La Liga: 2004–05, 2005–06, 2008–09, 2009–10, 2010–11, 2012–13, 2014–15, 2015–16, 2017–18
- Copa del Rey: 2008–09, 2011–12, 2014–15, 2015–16, 2016–17, 2017–18
- Supercopa de España: 2005, 2006, 2010, 2011, 2013, 2016
- UEFA Champions League: 2005–06, 2008–09, 2010–11, 2014–15
- UEFA Super Cup: 2009, 2011, 2015
- FIFA Club World Cup: 2009, 2011, 2015

Vissel Kobe
- J1 League: 2023
- Emperor's Cup: 2019
- Japanese Super Cup: 2020

### Quốc tế

#### U-16 Tây Ban Nha[9]
- UEFA European Under-16 Championship: 2001

#### U-19 Tây Ban Nha[9]
- UEFA European Under-19 Championship (1): 2002

#### Tây Ban Nha
- FIFA World Cup: 2010

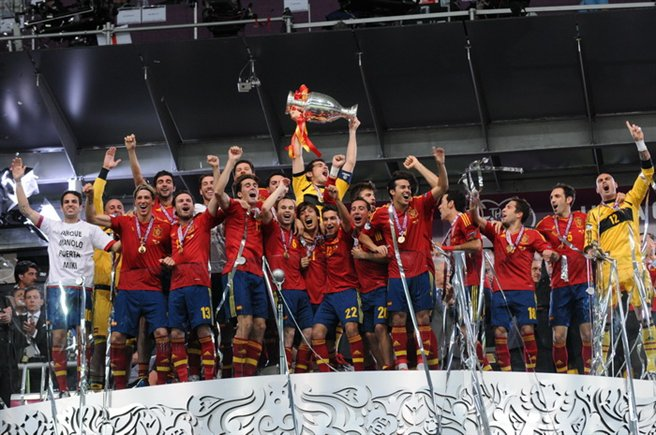
Iniesta và các đồng đội ăn mừng chức vô địch UEFA Euro 2012.

- UEFA European Championship: 2008, 2012

### Cá Nhân
- UEFA Euro Team of the Tournament: 2008, 2012[9]
- La Liga Best Spanish Player: 2009
- La Liga Best Midfielder: 2009, 2011, 2012, 2013, 2014
- FIFA FIFPro World11: 2009, 2010, 2011, 2012, 2013, 2014, 2015, 2016, 2017[149][150]
- UEFA Team of the Year: 2009, 2010, 2011, 2012, 2015, 2016[9]
- Onze de Bronze: 2009
- FIFA World Cup Dream Team: 2010[151]
- Cầu thủ kiến tạo nhiều nhất UEFA Champions League: 2010–11[152]
- ESM Team of the Year: 2010–11, 2017–18
- Onze d'Argent: 2011
- Marca Legend Award: 2011
- UEFA Best Player in Europe Award: 2012[9]
- UEFA Euro Player of the Tournament: 2012[153]
- IFFHS World's Best Playmaker: 2012, 2013[154]
- IFFHS World Team of the Decade 2011–2020[155]
- IFFHS UEFA Team of the decade 2011–2020[156]
- Quả bóng Bạc FIFA Confederations Cup: 2013
- Cầu thủ kiến tạo nhiều nhất La Liga: 2012–13
- Golden Foot: 2014[157]
- Đội hình của mùa giải UEFA Champions League: 2014–15, 2015–16
- UEFA Ultimate Team of the Year (published 2015)[158]
- FIFA Club World Cup Bronze Ball: 2015[159]
- France Football World XI: 2015[160]
- La Liga Team of the Season: 2015–16[161]
- UEFA Euro All-time XI (phát hành 2016)[162]
- J.League Best XI: 2019, 2021[163]
- Ballon d'Or Dream Team (Bronze): 2020[164]

### Huân chương
- Prince of Asturias Awards: 2010[165]
- Gold Medal of the Royal Order of Sporting Merit: 2011[166]
- Queen Sofia Award: 2017[167]
- Grand Cross of the Royal Order of Sports Merit: 2018[168]